# Charlotte von Hessen-Philippsthal-Barchfeld

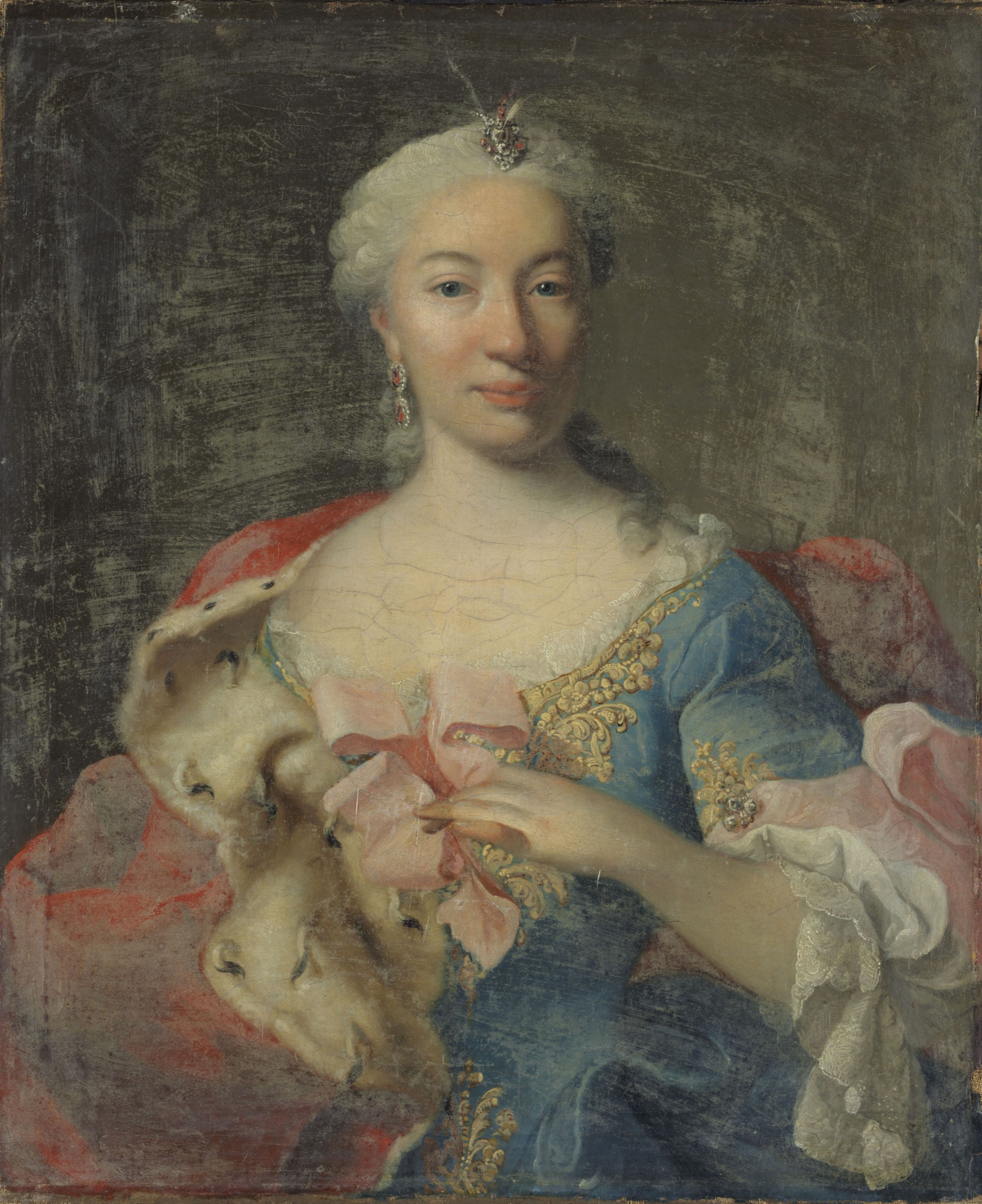
Charlotte von Hessen-Philippsthal-Barchfeld (1725–1798), Ehefrau des Grafen Albrecht August von Ysenburg-Büdingen Wächtersbach (1717–1782)

Charlotte Friederike Catharina von Hessen (* 26. April 1725 in Grave, Niederlande; † 9. Januar 1798 in Bückeburg) war eine landgräfliche Prinzessin aus der Linie Hessen-Philippsthal-Barchfeld und durch Heirat Gräfin von Ysenburg-Büdingen-Wächtersbach.

## Leben

### Herkunft und Familie
Charlotte Friederike Catharina von Hessen war eine Tochter des Titular-Landgrafen Wilhelm von Hessen-Philippsthal-Barchfeld (1692–1761) und dessen Gemahlin Charlotte Wilhelmine von Anhalt-Bernburg-Schaumburg-Hoym und wuchs zusammen mit ihren Geschwistern Friedrich (1727–1777), Johanna Charlotte (1730–1799), Caroline (1731–1808), Ulrike Eleonore (1732–1795), Karl Wilhelm (1734–1764), Anna Friederike Wilhelmine (1735–1785), Dorothea Marie (1738–1799) und Adolf (1743–1803) in den Niederlanden auf, wo ihr Vater als Offizier im holländischen Militärdienst stand und später Gouverneur von Breda war.
Charlotte war Trägerin des Ordens Ordre de l’union parfaite („Orden der perfekten Union“), der 1732 durch die dänische Königin Sophie Marie gestiftet wurde und die erste dänische Auszeichnung war, die auch von Frauen getragen wurde.
Am 19. Juni 1765 heiratete sie in Meiningen den Grafen Albrecht August von Ysenburg-Büdingen-Wächtersbach (1717–1782), der in erster Ehe mit Sophia Dorothea, geb. Gräfin von Rechteren zu Almelo, verheiratet war. Albrecht war der Sohn des Grafen Ferdinand Maximilian II. von Ysenburg-Wächtersbach (1692–1755) und der Albertine Ernestine, geb. Gräfin von Ysenburg-Büdingen (1692–1724). Die Ehe blieb kinderlos. Nach Albrechts Tod verließ Charlotte Wächtersbach und zog zu ihrer Nichte nach Bückeburg, wo sie 1798 verstarb. Ihr Wunsch, neben ihrem Ehemann in Wächtersbach beigesetzt zu werden, ging nicht in Erfüllung. Sie wurde im Mausoleum zu Stadthagen bestattet.